# シャンデルナゴルの戦い
シャンデルナゴルの戦い（シャンデルナゴルのたたかい、Battle of Chandannagar）は七年戦争および第三次カーナティック戦争中の1757年3月23日、イギリス東インド会社のロバート・クライヴ率いる陸軍とチャールズ・ワトソン率いるイギリス艦隊がフランス植民地のシャンデルナゴルを砲撃、占領した戦闘。

## 背景
1756年6月、ベンガル太守のシラージュ・ウッダウラはフランスの支持を受けてイギリス領カルカッタを包囲した。イギリスのカルカッタ総督ロジャー・ドレイクは逃亡、副司令官ジョン・ゼファニヤ・ホルウェルは6月19日に降伏したが、その夜にイギリス兵捕虜146名が「カルカッタのブラック・ホール」と呼ばれる小さな牢獄に収容され、結果123名が窒息死する事件が起こった。その後、シラージュ・ウッダウラはイギリスの工場を破壊してモスクを建てるように命じ、カルカッタをアリーナガルと改名した。
12月半ば、イギリス軍の司令官ロバート・クライヴは歩兵150人、砲兵100人、セポイ1,200人を率いてマドラスからカルカッタへと進軍した。彼は翌年1月2日にカルカッタを奪還し、シラージュ・ウッダウラに対して宣戦布告した。まもなく、シラージュ・ウッダウラはイギリスに事業再開の許可を与える意向を示した。彼は2月にフーグリーでイギリスと和平交渉を始めたが決着がつかず、クライヴは和平交渉継続の印象を残し宿舎に帰った。だが、クライヴはベンガル軍に対し夜襲をかけ、不意を突かれたシラージュ・ウッダウラの軍勢は大混乱ののち四散した。このとき、イギリスと内通していたミール・ジャアファルら側近がシラージュ・ウッダウラに対して講和を強く勧め、彼は休戦協定のアリーナガル条約に調印した。

## 経過
休戦協定が締結されたことで、イギリスとベンガル太守の戦いに小休止が訪れた。クライヴとイギリス海軍のチャールズ・ワトソンはすぐさまシャンデルナゴルへの遠征を計画した。カルカッタから数マイル上流にあったシャンデルナゴルはフランスの東インドにおける重要な拠点の1つであった。クライヴはシラージュ・ウッダウラ太守にもシャンデルナゴル攻撃を提案したが、太守は拒否するとともにそれを固く禁じた。しかし、3月にボンベイから3個歩兵中隊と1個砲兵中隊の増援が来たことで、クライヴは太守を無視して攻撃することを決定した。
クライヴはヨーロッパ兵士700人とセポイ1,700人の遠征軍を編成し、ワトソンとジョージ・ポコックの艦隊が援護を務めた。しかしフランスがシャンデルナゴルを中立地とする意向を示したことで行動が遅れた。フランスの駐留軍は艦隊による攻撃を防ごうとして大型船を川に沈めたが、ワトソンは地形を細かく探査して通路を見つけ、3月7日に川の上流への行進を開始し、その1週間後にシャンデルナゴルを包囲した。
3月19日、ワトソン率いるイギリス艦隊はシャンデルナゴルの近くでフランスの火船数隻を破壊した。21日、ポコックがワトソン艦隊と合流したが、自らの旗艦である66門艦カンバーランドは喫水が深すぎて川に入れず、外に残しざるをえなかった。ポコック自身はボートに乗った。22日、彼は60門艦タイガーを代わりの旗艦とした。23日、クライヴ、ワトソン、ポコックは陸海からシャンデルナゴルを3時間砲撃した後、降伏させた。
艦隊の損害はケントでは戦死19、負傷49、タイガーでは戦死13、負傷50、ソールズベリーは事故で戦闘に参加できなかったため無傷であった。またポコックも負傷した。

## その後
シャンデルナゴルから逃亡したフランス人はシラージュ・ウッダウラ太守に保護された。これを不満に感じたイギリスは太守の部下が企んでいた陰謀を察知するとそれに加担した。ワトソンは加担することを断ったがクライヴに聞き入れられず、結局クライヴはシラージュ・ウッダウラを攻撃してプラッシーの戦いで勝利、シラージュ・ウッダウラは後に殺された。
シャンデルナゴルは1763年のパリ条約でフランスに返還された。